# São João Nepomuceno (kommun)
São João Nepomuceno är en kommun i Brasilien.   Den ligger i delstaten Minas Gerais, i den sydöstra delen av landet, 800 km sydost om huvudstaden Brasília. Antalet invånare är 25 062.
Följande samhällen finns i São João Nepomuceno:
- São João Nepomuceno

Omgivningarna runt São João Nepomuceno är huvudsakligen savann. Runt São João Nepomuceno är det glesbefolkat, med 14 invånare per kvadratkilometer.